# Championnat de France de football 1909 (USFSA)
Navigation
Championnat 1908 Championnat 1910
Le Championnat de France de football USFSA 1909 met aux prises les champions régionaux de l'USFSA.

## Championnat de France

### Participants
Les participants sont les vainqueurs des championnats régionaux :
- Champion de Paris : CA Paris
- Champion du Nord : US Tourcoing
- Champion de Haute-Normandie : Le Havre Athletic Club
- Champion de Basse-Normandie : Club Malherbe Caennais
- Champion de Bretagne : Stade Rennais
- Champion de Picardie : Amiens Athletic Club
- Champion de Champagne :
- Champion de Guyenne et Gascogne : Sport Athlétique Bordelais
- Champion du Littoral : Stade Helvétique de Marseille
- Champion de Lorraine : Cercle Sportif du Stade Lorrain
- Champion des Pyrénées : Stade toulousain
- Champion du Lyonnais : Football Club de Lyon
- Champion du Languedoc : Olympique de Cette
- Champion de la Côte d'Azur : Stade Raphaëlois
- Champion du Beauce et Maine : Angers Université Club
- Champion of Bourgogne-Franche-Comté : RCFC Besançon
- Champion de l'Atlantique : Stade Nantais Université Club
- Champion des Charentes :
- Champion des Alpes :
- Champion des Ardennes :

### Tour préliminaire
- 7 mars 1909
  - À Laval. Stade rennais 11-1 Club Malherbe Caennais

### Huitièmes de finale
- 14 et 21 mars 1909
  - À Charentonneau. Stade rennais 5-1 Le Havre AC
  - CA Paris 17-1 Angers Université Club
  - FC Lyon 5-2 Racing Club Franc-Comtois de Besançon
  - Racing Club de Reims 4-1 Amiens AC
  - Stade nantais université club 1-0 Stade toulousain
  - US Tourcoing 3-0 Cercle des Sports Stade Lorrain
  - Stade Bordelais UC 2-1 Olympique de Cette
  - SH Marseille - Stade raphaëlois (forfait de Saint-Raphaël)

### Quarts de finale
- 21, 28 mars et 4 avril 1909
  - CA Paris 8-3 Stade rennais
  - Stade Bordelais UC 4-0 Stade nantais université club
  - US Tourcoing 3-0 Racing Club de Reims
  - SH Marseille 12-0 FC Lyon

### Demi-finales
- 4 avril 1909
  - CA Paris 1-0 US Tourcoing
- 18 avril 1909
  - SH Marseille - Stade Bordelais UC (forfait de Bordeaux)

### Finale
Dès sa première participation au championnat de France, le Stade helvétique atteint la finale contre le Cercle athlétique de Paris. Alors que seuls des clubs de Paris, du Nord et de la Normandie ont jusqu'à présents atteint la finale, cette place de finaliste prouve le développement du football dans le Sud de la France. Menés deux buts à un à la mi-temps, les Marseillais renversent la situation en deuxième mi-temps grâce à un doublé de Widdington et remportent leur premier titre de champion de France. Selon L'Auto, le meilleur joueur côté marseillais fut le demi-droit Hattenschwyler, auteur d'un bon marquage sur l'ailier gauche capiste, Mariette, jugé meilleur joueur du match.
La presse regrette cependant unanimement qu'une équipe composée de dix Suisses et un Britanniques soit déclarée championne de France. La victoire d'un club composé d'étrangers est même accueilli dans des commentaires parfois teintés de racisme, en pleine germanophobie ambiante. Si L'Auto et Le Petit Parisien se contentent d'une « situation anormale » et d'un « résultat bizarre qui donne le titre de champion à un club étranger », La Vie au grand air est plus virulent, parlant d'une « aimable plaisanterie » sur le fait que « les onze champions de France sont Suisses, Suisses allemands même ». Seul Le Matin tempère ses propos, concédant qu'il puisse paraître « choquant que des joueurs étrangers puissent se glorifier d'un titre qui devrait être réservé aux jeunes gens nés en France », mais arguant du fait que la présence d'étrangers de meilleur niveau que les joueurs français soit en réalité bénéfique pour le développement de ce sport en France.

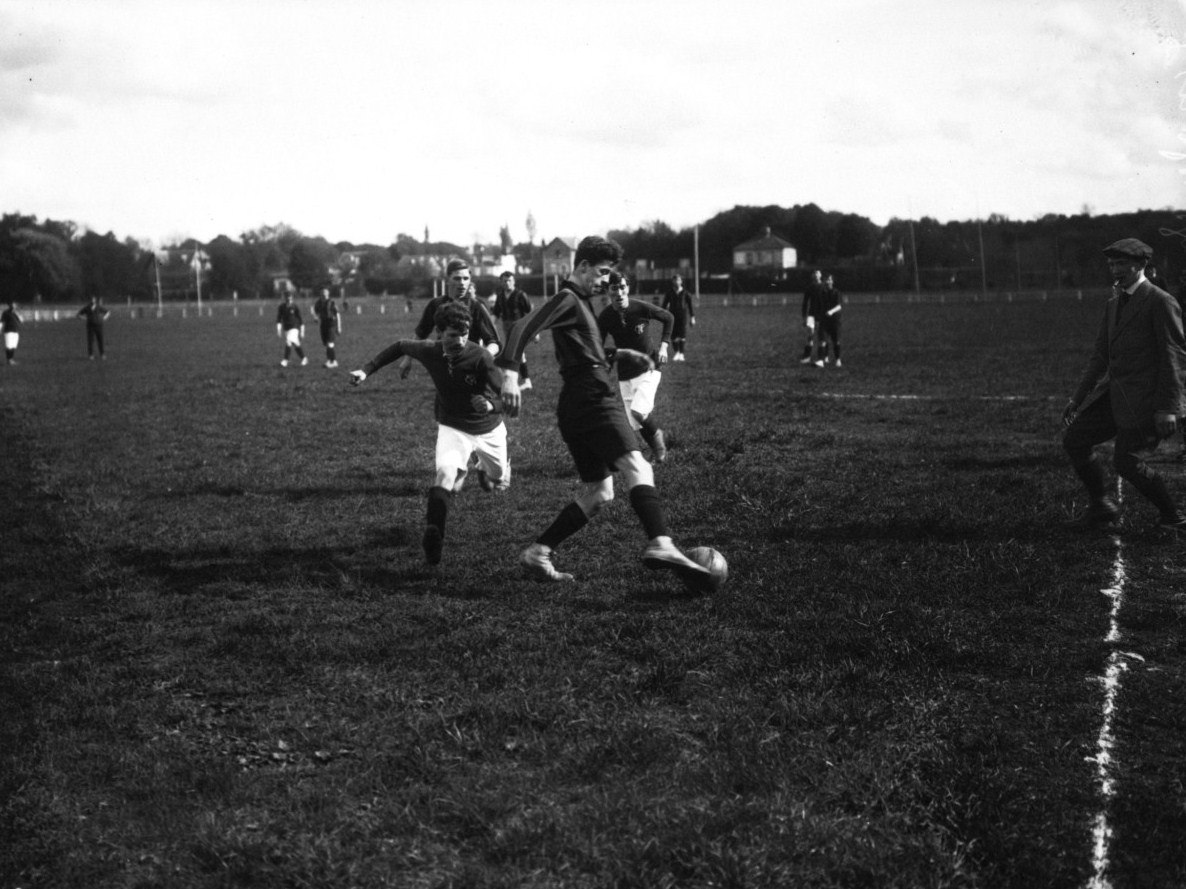
Finale entre le SH Marseille et le CA Paris.

- 25 avril 1909, au stade du Matin, Colombes
  - SH Marseille 3-2 CA Paris
  - Arbitre : A. Collier
  - Buts : L. Burkhardt et Widdington (2) pour Marseille ; Verlet (penalty) et Devic pour Paris.
  - Marseille : Andreas Scheibenstock, Baumberger, Eugen Hippenmeier, Herman Hattenschwyler, Kramer, Hans Scholl, Adrian Burkhardt, Ernest Utiger, William Widdington, Ludwig Burkhardt, Glür
  - Paris : Henri Coulon, Joseph Verlet, Charles Bilot, M. Debeaux, Pacini, Georges Bilot, Louis Mesnier, Émilien Devic, Georges Albert, Gaston Cyprès, Mariette

## Sources
- (en) Frédéric Pauron, « France 1892-1919 : 1908/09 », sur rsssf.com, 24 avril 2004 (consulté le 16 octobre 2009)